# Шомей, Паскаль
Паска́ль Шоме́й (фр. Pascal Chaumeil; 9 февраля 1961, Париж, Франция — 27 августа 2015) — французский кинорежиссёр и сценарист.

## Биография
Паскаль Шомей всю свою жизнь посвятил кинорежиссуре, но бо́льшую её часть провёл на вторых ролях — в качестве первого помощника режиссёра или в качестве режиссёра второго состава. Тем не менее, за этот продолжавшийся более двадцати лет период, он внёс заметный вклад во французский кинематограф, поработав, в частности, с Режисом Варнье над фильмом «Я был хозяином замка» (1989) и Люком Бессоном над такими его кинокартинами, как «Леон» (1994), «Пятый элемент» (1997), «Пришельцы 2» (1998) и «Жанна д'Арк» (1999).
Первой самостоятельной работой режиссёра стала вышедшая в 2010 году романтическая комедия «Сердцеед», главные роли в которой сыграли Ромен Дюрис и Ванесса Паради. Фильм сразу принёс режиссёру известность, получил премию Кинофестиваля во французском городе Кабуре и ещё пять номинаций, включая две на главную французскую кинопремию «Сезар».
Последовавшая за ним комедия «Замуж на 2 дня» (2012) с Дианой Крюгер и Данни Буном однако, оказалась совершенно провальной: несмотря на впечатляющий бюджет в 27 миллионов евро она принесла создателям едва один миллион и была названа одним из главных финансовых провалов 2012 года.
Тем не менее, режиссёр продолжил работу, и в 2014 году на экраны вышла третья самостоятельная картина, снятая на английском языке под названием «Долгое падение» по одноимённому роману Ника Хорнби. В главных ролях выступили Пирс Броснан и Тони Коллетт. Эта картина также была достаточно прохладно встречена публикой, но вошла в показ Берлинского кинофестиваля.
Паскаль Шомей также достаточно активно работал на телевидении, режиссируя производство некоторых эпизодов для таких сериалов, как «Шестерёнки» и «Что такое хорошо, что такое плохо». Режиссёр скончался от рака 27 августа 2015 года в возрасте 54 лет, не успев завершить работу над своим четвертым полнометражным фильмом под названием «Маленькая работа», премьера которого была намечена на 2016 год. В фильме рассказывается о безработном рабочем, вынужденном стать наёмным убийцей для решения своих финансовых проблем.

## Фильмография
| Год  |     | Русское название                  | Оригинальное название                   | Примечание                                 |
| ---- | --- | --------------------------------- | --------------------------------------- | ------------------------------------------ |
| 1982 | ф   | Это будет больно!                 | Ça va faire mal !                       | Режиссёр 2-го состава                      |
| 1987 | ф   | Фингал под глазом                 | L'Œil au beur(re) noir                  | 1-й помощник режиссёра                     |
| 1987 | ф   | Здравствуй, страх                 | Bonjour l'angoisse                      | 1-й помощник режиссёра                     |
| 1989 | ф   | Грозное лето                      | Un été d'orages                         | 1-й помощник режиссёра                     |
| 1989 | ф   | Я был хозяином замка              | Je suis le seigneur du château          | 1-й помощник режиссёра                     |
| 1993 | ф   | Новая жизнь                       | Une nouvelle vie                        | 1-й помощник режиссёра                     |
| 1994 | ф   | Леон                              | Léon                                    | 1-й помощник режиссёра                     |
| 1995 | кор |                                   | Peinard                                 | Режиссёр                                   |
| 1996 | кор |                                   | Des hommes avec des bas                 | Режиссёр                                   |
| 1997 | ф   | Пятый элемент                     | Le Cinquième Élément                    | Режиссёр 2-го состава                      |
| 1998 | ф   | Пришельцы 2: Коридоры времени     | Les Couloirs du temps : Les Visiteurs 2 | Режиссёр 2-го состава                      |
| 1998 | с   | А теперь серьёзно                 | Blague à part                           | Режиссёр                                   |
| 1999 | ф   | Жанна д’Арк                       | Jeanne d'Arc                            | Режиссёр 2-го состава                      |
| 2001 | кор |                                   | Liens sacrés                            | Режиссёр                                   |
| 2002 | с   | Союз адвокатов                    | Avocats et Associés                     | Режиссёр                                   |
| 2003 | тф  | Милосердие                        | Clémence                                | Режиссёр                                   |
| 2004 | тф  |                                   | Mer belle à agitée                      | Режиссёр                                   |
| 2005 | с   | Шестерёнки                        | Engrenages                              | Режиссёр; 1-й сезон, эпизоды 5—8           |
| 2006 | с   | Состояние исступления             | L'État de Grace                         | Режиссёр                                   |
| 2007 | с   | Что такое хорошо, что такое плохо | Fais pas ci, fais pas ça                | Режиссёр; 1-й сезон, эпизоды 1—4           |
| 2008 | с   |                                   | Duel en ville                           | Режиссёр                                   |
| 2008 | с   | Что такое хорошо, что такое плохо | Fais pas ci, fais pas ça                | Режиссёр; 2-й сезон, эпизоды 1, 3, 4, 5, 6 |
| 2010 | ф   | Сердцеед                          | L'Arnacœur                              | Режиссёр                                   |
| 2012 | ф   | Замуж на 2 дня                    | Un plan parfait                         | Режиссёр                                   |
| 2014 | ф   | Долгое падение                    | A Long Way Down                         | Режиссёр                                   |
| 2015 | с   | Чистота                           | Spotless                                | Режиссёр; эпизоды 1 и 2                    |
| 2016 | ф   | Киллер поневоле                   | Un petit boulot                         | Режиссёр                                   |

Источник: AlloCiné. Русские названия фильмов даны по сайту kinopoisk.ru

## Награды и номинации
| Год  | Название       | Награда                                                 | Категория                                      | Результат |        |
| ---- | -------------- | ------------------------------------------------------- | ---------------------------------------------- | --------- | ------ |
| 2010 | Сердцеед       | Кинофестиваль в Кабуре                                  | Золотой лебедь за лучшую романтическую комедию | Победа    | [ 9 ]  |
| 2010 | Сердцеед       | Международный фестиваль комедийных фильмов в Альп-д'Юэз | Внеконкурсный показ                            | Номинация | [ 10 ] |
| 2010 | Сердцеед       | Международный фестиваль комедийных фильмов в Альп-д'Юэз | Фильм закрытия                                 | Номинация | [ 10 ] |
| 2011 | Сердцеед       | Золотая звезда французского кино                        | Золотая звезда за первый фильм                 | Номинация | [ 11 ] |
| 2011 | Сердцеед       | Сезар                                                   | Лучший фильм                                   | Номинация | [ 11 ] |
| 2011 | Сердцеед       | Сезар                                                   | Лучшая дебютная работа                         | Номинация | [ 11 ] |
| 2014 | Долгое падение | Берлинский кинофестиваль                                | Специальный приз                               | Номинация | [ 11 ] |